# 早田卓次
早田 卓次（はやた たくじ、1940年10月10日 - ）は、和歌山県田辺市出身のオリンピック体操金メダリスト。日本大学名誉教授。元日本大学文理学部体育学科教授。
1964年東京オリンピック体操男子つり輪、男子団体の金メダリストで、現在は日本オリンピック委員会理事、日本オリンピアンズ協会の理事長を務める。

## 略歴
1959年 - 和歌山県立田辺高等学校卒業。1963年 - 日本大学文理学部卒業。
1964年 - 東京オリンピック男子団体総合、つり輪で金メダルを獲得した。
1970年 - リュブリャナ世界選手権（ユーゴスラビア）男子団体総合で金メダル、鉄棒で銅メダルを獲得した。
1989年 - 日本大学文理学部教授となった。
2004年 - 国際体操殿堂入りした。2019年 - 旭日小綬章受章。2022年 - 東京都名誉都民選定